# Transkription (Sozialwissenschaften)

Auszug aus einem Transkript mit speziellen Kennzeichnungen von abgebrochenen Worten, sprachlichen und lautlichen Besonderheiten sowie gleichzeitig gesprochenen Textpassagen

Transkription bezeichnet in der qualitativen Sozialforschung das Verschriftlichen von gesprochener, teilweise auch nonverbaler Kommunikation, die auf Video- oder Tonträgern aufgezeichnet wurde. Das Ergebnis einer Transkription heißt Transkript, die Tätigkeit transkribieren.

## Ziel
Ziel der Transkription ist die spätere Analyse der Transkripte mittels verschiedener Techniken der empirischen Sozialforschung, wie beispielsweise der qualitativen Inhaltsanalyse oder der Gesprächsanalyse. Für verschiedene Analysepraktiken existieren verschiedene Transkriptionsverfahren, die zum Teil auch vokale Informationen – wie zum Beispiel Tonfall und Sprechlautstärke – abbilden. Abhängig vom Transkriptionsverfahren werden dabei immer auch Informationen vernachlässigt. Die Transkription bedeutet somit schon eine Interpretation der Daten. Je nach geplanter Auswertungsmethode kann die Transkription beispielsweise eher sinngemäß erfolgen oder sehr präzise, das heißt unter Berücksichtigung von Versprechern, Verzögerungslauten, Pausen etc.
Die Transkription stellt dabei immer eine wortwörtliche Wiedergabe des Gesprochenen dar. Eine nur zusammenfassende oder teilweise Niederschrift eines Gesprächs wird nicht als Transkription, sondern als Protokoll o. ä. bezeichnet.

### Problematiken
Ein weiteres Problem bei der Transkription von Telekommunikation, insbesondere Videokonferenzen, ist das Darstellen von zeitlichen Verzögerungen in Transkripten, welches die heutigen Transkriptionssysteme nur unzureichend lösen.

## Transkriptionssysteme
Grundsätzlich unterscheidet man zwischen einfachen und erweiterten Transkriptionsverfahren. Bei einfachen Regeln werden nonverbale Signale, z. B. Hesitationsmerkmale / Verzögerungslauten (wie Ähms, lang gezogene Vokale beim Nachdenken) oder Stotterer und Wortabbrüche nicht mit notiert. Bei den erweiterten Verfahren werden diese vollständig mit transkribiert, wofür es je nach System unterschiedliche Regeln, Vorgaben und Notationsmuster gibt.
Die einfache Transkription ist im Rahmen der qualitativen Inhaltsanalyse gebräuchlich, die erweiterte Transkription im Rahmen der Sprachwissenschaften verbreitet.
Besondere Bedeutung haben Transkripte in der Konversationsanalyse, für die eine Reihe verschiedener Transkriptionssysteme existieren, von denen das am weitesten Verbreitete die von Gail Jefferson entwickelte Systematik ist. Daneben gibt es auch das Gesprächsanalytische Transkriptionssystem, HIAT und Transkription in der Filmanalyse.

## Belege
1. ↑  Juventa Verlag: Qualitative Inhaltsanalyse. Methoden, Praxis, Computerunterstützung. 4., überarbeitete  Auflage. Weinheim, ISBN 978-3-7799-3682-4.
2. ↑  Körschen, Marc, Jessica Pohl, H. Walter Schmitz and Olaf A. Schulte. 2002. „Neue Techniken der qualitativen Gesprächsforschung: Computergestützte Transkription von Videokonferenzen.“ Forum Qualitative Sozialforschung – FQS 3(2) :19, Abs. 16 f.; <http://www.qualitative-research.net/index.php/fqs/article/view/858/1865>.
3. ↑  DR CLAUSSEN, JENS. JANKOWSKI, DANA. DAWID, FLORIAN.: AUFNEHMEN, ABTIPPEN, ANALYSIEREN : Wegweiser zur Durchführung von Interview und Transkription. BOOKS ON DEMAND, [S.l.] 2020, ISBN 3-7504-7005-7.